# Munitionsinitiative der Tschechischen Republik
Die Munitionsinitiative der Tschechischen Republik soll dringenden Bedarf an Artilleriemunition für die Verteidigung der Ukraine durch die multinationale Lieferung von mehr als 800.000 Artilleriegeschossen decken. Die Initiative wurde Anfang 2024 von Tschechien gestartet.

## Hintergrund
Die Initiative wurde vom tschechischen Präsidenten Petr Pavel angeregt, der potenzielle Quellen für den Erwerb von 800.000 Artilleriegranaten, bestehend aus 500.000 Granaten des Kalibers 155 mm und 300.000 Granaten des Kalibers 122 mm, aus Ländern außerhalb der Europäischen Union benannte. Dieser Schritt war eine Reaktion auf die kritische Munitionsknappheit in der Ukraine inmitten des anhaltenden Krieges.

## Finanzierung und Unterstützung
Die tschechische Munitionsinitiative für die Ukraine im Frühjahr 2024 erhielt nach ihrer Ankündigung rasch erhebliche internationale finanzielle Unterstützung. Das Hauptziel der von der Tschechischen Republik geleiteten Initiative bestand darin, Mittel für den Kauf von bis zu 800.000 Artilleriegranaten aus Nicht-EU-Quellen zur Unterstützung der Ukraine zu beschaffen. Darunter befand sich auch eine Mischung aus 155-mm- und 122-mm-Kalibern, die für die Aufrechterhaltung der ukrainischen Artilleriekapazitäten inmitten des Konflikts entscheidend sind.
Die wichtigsten Beitragszahler für die Initiative waren schnell gefunden, wobei Länder wie Norwegen und Belgien bei der finanziellen Unterstützung führend waren. Norwegens sagte unverzüglich einen Beitrag in Höhe von 140 Mio. € zu, Belgien folgte mit einer Zusage in Höhe von 216 Millionen Dollar.
Auch Deutschland, Litauen, die Niederlande und Kanada beteiligten sich an der Initiative. Aus Litauen kam eine Zusage von 35 Millionen Euro, aus den Niederlanden von 100 Millionen Euro.
Im April 2024 gewann die tschechische Munitionsinitiative für die Ukraine weiter an Schwung, und Premierminister Petr Fiala verkündete bedeutende Fortschritte. Zu diesem Zeitpunkt hatte die Tschechische Republik finanzielle Zusagen von etwa zwanzig Ländern erhalten und präsentierte Pläne für künftige Erweiterungen. Fiala erwähnte die Möglichkeit, die Munitionsversorgung in den nächsten zwölf Monaten auf eine Million Schuss zu erhöhen.